# Oleg Iwanowitsch Borschtschewski
Oleg Iwanowitsch Borschtschewski (russisch Олег Иванович Борщевский; * 3. Januar 1969 in Belzy) ist ein russischer Popsänger.
Im Alter von sechs Jahren begann Borschtschewski eine Klavierausbildung an einer Musikschule. Da seine Eltern den Kauf eines teuren Klaviers scheuten und fürchteten, das musikalische Interesse ihres Sohnes könne schon bald nachlassen, konnte Borschtschewski in seiner Jugend nur in der Schule spielen. Später sang er in einem Kinderchor und tanzte in einer Kindergruppe. Nach seinem Studium an der Kunsthochschule leistete er seinen Militärdienst ab. Borschtschewski absolvierte die Plechanow-Akademie für Wirtschaft Moskau. Nach dem Zusammenbruch der Sowjetunion studierte und arbeitete er für mehrere Jahre in London. Ende der 1990er Jahre reiste er zurück nach Moldawien und machte eine Ausbildung als Informatiker.
Zu dieser Zeit begann er damit eigene Lieder zu schreiben. Zusammen mit Elena Kiper gründete er die Gruppe Nitschja. Nach dem Erfolg ihres über das Internet veröffentlichten Liedes Nitschja erhielten sie einen Plattenvertrag bei Sony Music. Ihre erste auf CD veröffentlichte Maxi-Single Natschinai Menja (russ. Начинай меня; deutsch Fange mit mir an) verkaufte sich über 10.000 mal, und das später veröffentlichte Album NAWSJEGDA! (russ. НАВСЕГДА!; deutsch Für immer!) weitere 60.000 mal.
2006 trennten sich Nitschja, und Borschtschewski arbeitet seitdem an einer Karriere als Solokünstler.